# The Poem Tree
The Poem Tree est un hêtre situé à Wittenham Clumps, au sud-ouest d'Oxford, sur lequel est gravé un poème de Joseph Tubb,,.
La gravure date des années 1840. Pour célébrer son 150e anniversaire, une pierre a été érigée en 1994. L'arbre est retenu en 2002 par le Tree Council pour figurer dans la List of Great British Trees, une liste des 50 arbres remarquables de Grande-Bretagne dressée en l'honneur du jubilé d'Élisabeth II.
L'arbre s'est effondré à l'âge estimé de 300 ans, à la suite d'un long pourrissement et d'une météo peu clémente en juillet 2012,.

## Gravure
Le poète a gravé son poème de 20 lignes en l'espace de deux semaines durant l'été . À l'aide d'une échelle et d'une tente, Joseph Tubb grave le poème par cœur, oubliant le plus souvent d'emporter sa copie originale. 
Selon les sources, la gravure date de 1844 ou de 1845,.

## Poème
As up the hill with labr'ing steps we tread

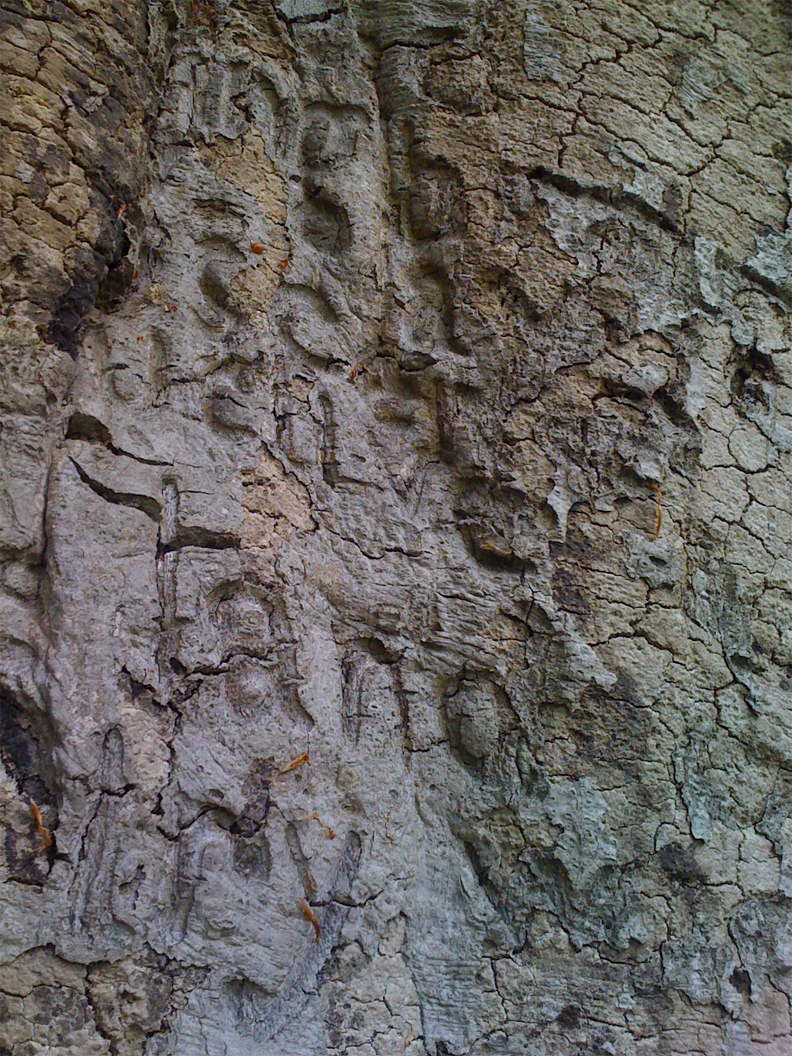
Gros plan sur la gravure, montrant le mot “land” (“The various changes that the land befell”), au-dessus de la fin du mot “country” (“Where the low bank the country wide surrounds”).

Where the twin Clumps their sheltering branches spread

The summit gain'd at ease reclining lay

And all around the wide spread scene survey

Point out each object and instructive tell

The various changes that the land befell

Where the low bank the country wide surrounds

That ancient earthwork form'd old Mercia's bounds

In misty distance see the barrow heave

There lies forgotten lonely Cwichelm's grave.

Around this hill the ruthless Danes intrenched

And these fair plains with gory slaughter drench'd

While at our feet where stands that stately tower

In days gone by up rose the Roman power

And yonder, there where Thames smooth waters glide

In later days appeared monastic pride.

Within that field where lies the grazing herd

Huge walls were found, some coffins disinter'd

Such is the course of time, the wreck which fate

And awful doom award the earthly great.